# Hydrogenious LOHC Technologies
Hydrogenious LOHC Technologies ist ein deutsches Forschungs- und Entwicklungsunternehmen für flüssige organische Wasserstoffträger, sowie LOHC basierte Wasserstoffinfrastruktur. Der Sitz des Unternehmens ist in Erlangen.
Das Unternehmen wurde 2013 als Spin-Off der Friedrich-Alexander-Universität gegründet und gilt als weltweiter Marktführer der LOHC-Technologie. Zu den Investoren gehören eine Vielzahl an Unternehmen, unter anderem Hyundai, Mitsubishi, Chevron sowie die Winkelmann-Gruppe. Hydrogenious unterhält zudem die Tochtergesellschaft LOHC Industrial Solutions NRW, sowie mehrere Partnerschaften und Joint Ventures.

## Geschichte
Bereits vor Gründung des Unternehmens beschäftigte sich Firmengründer Daniel Teichmann im Zuge seiner Promotion an der FAU Erlangen mit LOHC. Nachdem das Thema sich immer weiterentwickelte und als vielversprechend galt, entschied sich der Firmengründer gemeinsam mit den Professoren Peter Wasserscheid, Wolfgang Arlt und Eberhard Schlücker dazu, ein eigenständiges Unternehmen zur Weiterentwicklung und kommerziellen Nutzung der LOHC-Technologie zu gründen. Das Unternehmen erhielt bis zur Namensänderung vorerst den Firmennamen Hydrogenious Technologies. 2017 lieferte Hydrogenious die weltweit erste LOHC-Anlage zur Speicherung und Freisetzung von Wasserstoff an einen US-amerikanischen Kunden. Im Jahr 2021 schloss sich das Unternehmen mit der Reederei Østensjø Rederi zusammen und gründete das Joint Venture Hydrogenious LOHC Maritime in Norwegen, mit dem Ziel, LOHC in der Schifffahrt zu etablieren. Im darauffolgenden Jahr gründete sich ein weiteres Joint Venture zwischen Hydrogenious und dem Unternehmen Emirates Specialized Contracting & Oilfield Services (ESCO), durch das eine zukunftsfähige Wasserstoffinfrastruktur im nahen Osten entstehen soll. Im Juli 2022 wurde in Erlangen die weltweit erste Wasserstofftankstelle mit LOHC-Technologie eröffnet, an welcher unter anderem auch Hydrogenious beteiligt war.

## Auszeichnungen
- Bayerischer Gründerpreis 2014 in der Kategorie Konzept[7]
- Science4Life Venture Cup 2014
- Innovationspreis der Deutschen Wirtschaft 2016 in der Kategorie Start-up[8]
- IHK Gründerpreis Mittelfranken 2017[9]
- Finalist des Deutschen Gründerpreises 2021 in der Kategorie Aufsteiger[10]